# Sergio Notarnicola
Sergio Notarnicola (Tivoli, 27 febbraio 1935 – Alessandria, 9 marzo 2025) è stato un calciatore italiano naturalizzato statunitense, di ruolo portiere.

## Caratteristiche tecniche
Portiere dotato di un buon senso della posizione, era poco incline alle parate spettacolari. Abile nell'uno contro uno con gli attaccanti avversari, sfruttava queste doti in occasione dei calci di rigore: nella sua esperienza statunitense dichiarò di averne parati 11 su 18 tentativi.

## Carriera
Cresciuto nel vivaio della Lazio, militò tra il 1951 ed il 1955 in alcune società dilettantistiche romane (Boreale, Radiosa, Giannisport), per poi emigrare negli Stati Uniti d'America con la famiglia.
A New York fu tesserato dal Brooklyn Italians, con cui disputò una stagione; nel corso di quest'esperienza fu convocato nella Nazionale USA, giocando alcune gare da titolare. Tornato in Italia, fu tesserato tra le riserve del Torino per la stagione 1957-1958; posto in lista di trasferimento, nell'ottobre 1958 fu ingaggiato dall'Alessandria, che viveva una situazione di emergenza per gli infortuni a Stefani e Cuman. Debuttò in Serie A il 19 ottobre 1958, parando un rigore a Liedholm in Milan-Alessandria 5-1; rimase tra i grigi anche dopo la retrocessione del 1960, per un totale di quattro stagioni.
Successivamente vestì le maglie di Foggia (per due stagioni) e Piacenza, coinvolto nell'affare che portò in Puglia Gian Nicola Pinotti; con i biancorossi ritrovò il posto da titolare, disputando 24 partite sotto la guida di Sandro Puppo; a fine stagione si svincolò, chiudendo la propria carriera agonistica.